# Josué Enríquez
Pour les articles homonymes, voir Enríquez.
Edwin Josué Enríquez Franco, né le 9 novembre 1994 à Guatemala, est un joueur professionnel de squash représentant le Guatemala. Il atteint, en novembre 2022, la 91e place mondiale sur le circuit international, son meilleur classement.

## Biographie
Il est le premier joueur guatémaltèque à rentrer dans le top 100 mondial.